# Tonight (singolo David Bowie)
Tonight è un brano musicale scritto da David Bowie e Iggy Pop per l'album solista di quest'ultimo, Lust for Life, pubblicato nel 1977. La canzone venne successivamente registrata per la seconda volta e scelta da Bowie come title track del suo omonimo album del 1984.

## Descrizione
Nel 1984, Bowie reincise nuovamente il brano in versione reggae contando sulla partecipazione come ospite d'eccezione della cantante Tina Turner. La traccia venne registrata come un duetto anche se il singolo fu attribuito al solo Bowie. L'introduzione parlata presente nella versione originale del '77, che indicava come la canzone fosse da intendersi dedicata a una amante in procinto di morire per overdose d'eroina, venne eliminata da Bowie poiché il cantante pensava fosse troppo lugubre e tipicamente nello stile di Iggy Pop per adattarsi alla sua nuova versione della canzone appena incisa. Inoltre, Bowie affermò anche che non aveva voluto coinvolgere Tina Turner in un brano così duro con connotati inerenti alla droga.

## Successo commerciale
Il singolo, con Tumble and Twirl come lato B, raggiunse la posizione nº 53 sia nel Regno Unito (primo singolo di Bowie a non entrare nella top 40 dai tempi di Be My Wife, nel 1976) che negli Stati Uniti.

## Tracce
Singolo 7"
1. Tonight – 3:43 (David Bowie, Iggy Pop)
2. Tumble and Twirl – 4:56 (David Bowie, Iggy Pop)

Singolo 12"
1. Tonight (Vocal Dance Mix) – 4:29 (David Bowie, Iggy Pop)
2. Tumble and Twirl (Extended Dance Mix) – 5:03 (David Bowie, Iggy Pop)
3. Tonight (Dub Mix) – 4:18 (David Bowie, Iggy Pop)

## Classifiche
| Classifica (1984) | Posizione massima |
| ----------------- | ----------------- |
| Australia         | 70                |
| Austria           | 22                |
| Canada            | 21                |
| Germania          | 39                |
| Irlanda           | 24                |
| Svizzera          | 23                |
| Regno Unito       | 53                |
| Stati Uniti       | 53                |

## Formazione
- David Bowie: voce
- Tina Turner: voce
- Carlos Alomar: chitarra
- Derek Bramble: basso, sintetizzatore
- Carmine Rojas: basso
- Sammy Figueroa: percussioni
- Omar Hakim: batteria
- Guy St Onge: marimba

## Cover
- Herman van Veen - In lingua olandese intitolata De Laatste Dans.